# Chamarajanagar (huyện)
Chamarajanagara (Kannada: ಚಾಮರಾಜನಗರ) là một huyện phía nam của bang Karnataka, Ấn Độ. Nó được tách ra từ huyện Mysore năm 1998. Chamarajanagara là trung tâm của huyện này. Đến thời điểm năm 2001, huyện Chamrajnagar có dân số 964275 người.